# A-League
La A-League Men, conocida por motivos de patrocinio como Isuzu UTE A-League, es la máxima categoría masculina de fútbol del sistema de ligas de Australia. Está organizada por las Ligas Profesionales Australianas, una asociación compuesta por los clubes participantes y afiliada a la Federación de Fútbol de Australia (FFA).
La competencia se fundó en 2004 con el objetivo de profesionalizar el fútbol nacional, y viene celebrándose desde la temporada 2005-06. Formada por doce clubes participantes bajo un modelo de división única, consta de dos fases: una liga bajo sistema de todos contra todos, y una eliminación directa por el título. Se desarrolla desde octubre hasta mayo del siguiente año.
La máxima categoría australiana es una categoría de participación cerrada a franquicias. La incorporación de nuevos clubes depende de la Federación de Australia, que otorga nuevas plazas bajo una serie de condiciones impuestas para garantizar su viabilidad.
Australia forma parte de la Confederación Asiática de Fútbol desde 2006 y sus clubes pueden participar en la Liga de Campeones de Asia.

## Historia

### Antecedentes
El campeonato de liga previo a la actual A-League fue la National Soccer League (NSL), impulsada por la Federación Australiana, que estuvo en vigor desde 1977 hasta 2004. En aquella época los deportes de equipo con más afición en Australia eran el fútbol australiano y el rugby, mientras que el fútbol era minoritario y sus clubes estaban estrechamente ligados a las comunidades inmigrantes. Desde la temporada 1984 se seguía un formato de liga regular y eliminatoria por el título. A pesar de los esfuerzos por consolidarse a lo largo de tres décadas, la NSL tuvo distintos problemas que le impidieron conseguirlo: problemas económicos por el coste de los desplazamientos, la baja vinculación del público con los clubes, y el hecho de que los jugadores más prometedores prefiriesen abandonar el país antes que desarrollar su carrera en la liga.
Después de que la Federación se refundase en 2003, el nuevo organismo desarrolló un plan de liga profesional para mejorar el nivel de la selección nacional, así como convertir al fútbol en un deporte de masas en Australia. En 2004 se anunció el desmantelamiento de la NSL y su reemplazo por una nueva liga, la A-League, con un sistema de participación cerrado a ocho franquicias. Las medidas incluían la restricción de un club por cada ciudad, un límite salarial con la excepción de un «jugador designado» para atraer estrellas australianas e internacionales, y la obligatoriedad de que los clubes debían tener nombres neutros, sin vínculos regionales o étnicos.

### A-League
La edición inaugural de la A-League fue la temporada 2005-06, en fechas correspondientes al verano austral. Hubo ocho clubes: siete australianos y uno neozelandés. Tan solo cuatro procedían de la NSL: Adelaide United, Newcastle Jets, New Zealand Knights y Perth Glory. El resto eran franquicias de nueva creación: tres en las ciudades más pobladas del país —Melbourne Victory (Melbourne), Sydney F.C. (Sídney) y Queensland Roar (Brisbane)— y otra en una zona de influencia, Central Coast Mariners (Costa Central de Nueva Gales del Sur). En los meses previos se celebraron dos torneos de transición. Aquella edición logró atraer a estrellas internacionales como Archie Thompson, Dwight Yorke y Ned Zelić. El torneo mantuvo el formato de liga regular y eliminatoria por el título: el primer campeón australiano fue el Sydney F.C. tras vencer a Central Coast por 1:0, con gol de Steve Corica.
En 2006, Australia pasó a formar parte de la Confederación Asiática de Fútbol. Los clubes de la A-League pudieron disputar la Liga de Campeones de la AFC a partir de la edición de 2007. Un año más tarde, el New Zealand Knights desapareció por motivos económicos y la plaza neozelandesa fue ocupada por una nueva franquicia, Wellington Phoenix.

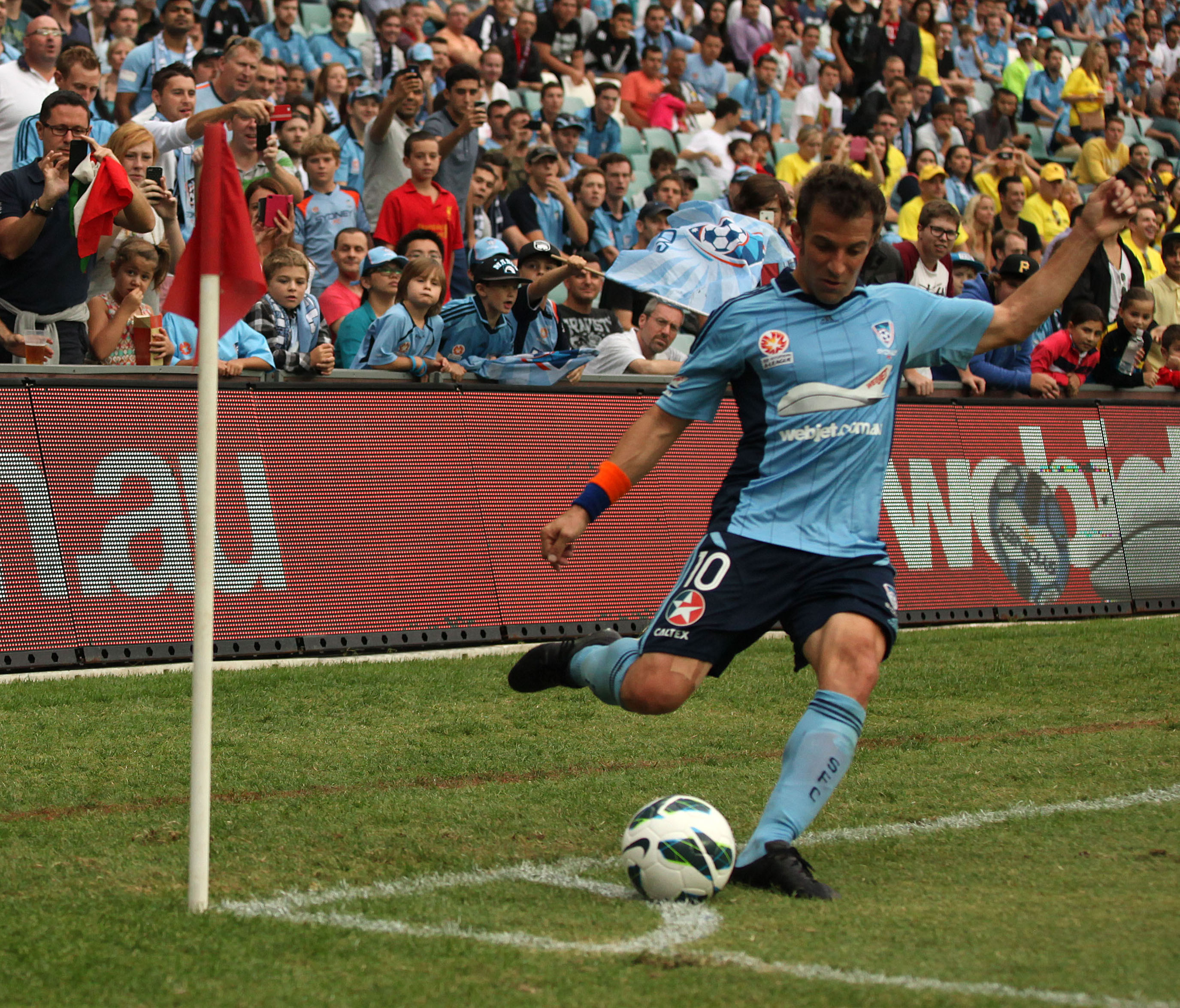
Alessandro Del Piero jugó dos temporadas en la A-League, en las filas del Sydney F. C. (2013)

En términos generales, la A-League registró un aumento de espectadores tanto en los estadios como en las audiencias por televisión. Por este motivo, en la temporada 2009-10 se amplió la participación a dos nuevas franquicias en el estado de Queensland: Northern Fury (Townsville) y Gold Coast United (Costa de Oro), y al año siguiente se aprobó una segunda franquicia para Melbourne, llamada Melbourne Heart. Mientras las dos primeras franquicias terminaron desapareciendo por motivos económicos, la tercera resultó rentable debido al mayor seguimiento del fútbol en el estado de Victoria. Todo ello motivó cambios en la estrategia de expansión, con segundos clubes en las ciudades más pobladas. En 2012 debutó el Western Sydney Wanderers como equipo representativo del oeste de Sídney, y en 2014 el Melbourne Heart fue adquirido por City Football Group y transformado en el Melbourne City.
En la temporada 2017-18, la A-League se convirtió en la primera liga doméstica que introdujo el árbitro asistente de video (VAR).
Después de varias temporadas sin cambios en la participación, la Federación amplió el torneo en la década de 2020 con dos nuevas franquicias: el Western United FC a partir de la edición 2019-20, y el Macarthur F. C. a partir de 2020-21. Ambas representan a las ciudades periféricas de Melbourne y Sídney, respectivamente. Está previsto que a partir de la edición 2024-25 haya dos nuevos clubes en Canberra —que ya contaba con representación en la liga femenina— y en Auckland, Nueva Zelanda.

## Participantes
La A-League está formada por doce equipos que compiten en una división única: once de Australia y dos de Nueva Zelanda. Los clubes son franquicias deportivas que participan en una división cerrada, sin ascensos ni descensos: la admisión de nuevos participantes depende de las condiciones establecidas por la organización. En un primer momento se limitó la aceptación de equipos a uno por ciudad, pero la mayor afición de Melbourne y Sídney a este deporte ha motivado un cambio de estrategia: ambas áreas metropolitanas cuentan ahora con tres franquicias respectivamente.
Hay tres equipos que han abandonado la A-League: New Zealand Knights (2005-07), North Queensland Fury (2009-11), y Gold Coast United (2009-12).

### Temporada 2023-24
| Adelaida United                             | Adelaida                  | Carl Veart         | Ryan Kitto       | Estadio Hindmarsh                | 17 000 |
| Brisbane Roar                               | Brisbane                  | Ross Aloisi        | Tom Aldred       | Estadio Suncorp                  | 52 000 |
| Central Coast Mariners                      | Gosford, Central Coast    | Mark Jackson       | Danny Vukovic    | Estadio Central Coast            | 20 000 |
| Macarthur FC                                | Campbelltown, Macarthur   | Mile Sterjovski    | Ulises Dávila    | Estadio Campbelltown             | 17 000 |
| Melbourne City                              | Melbourne                 | Rado Vidošić       | Jamie Maclaren   | Estadio Rectangular de Melbourne | 30 500 |
| Melbourne Victory                           | Melbourne                 | Tony Popovic       | Roderick Miranda | Estadio Rectangular de Melbourne | 30 500 |
| Newcastle Jets                              | Newcastle                 | Robert Stanton     | Brandon O'Neill  | McDonald Jones                   | 33 000 |
| Perth Glory                                 | Perth                     | Alen Stajcic       | Adam Taggart     | Estadio Rectangular              | 20 500 |
| Sídney FC                                   | Sídney                    | Steve Corica       | Luke Brattan     | Estadio de Fútbol de Sídney      | 45 000 |
| Wellington Phoenix                          | Wellington, Nueva Zelanda | Giancarlo Italiano | Alex Rufer       | Estadio Regional                 | 35 000 |
| Sídney Occidental Wanderers                 | Sídney (Oeste)            | Mark Rudan         | Marcelo          | Estadio Western Sydney           | 30 000 |
| Western United                              | Melbourne (Oeste)         | John Aloisi        | Josh Risdon      | Estadio Eureka                   | 11 000 |
| Datos actualizados al 30 de octubre de 2023 |                           |                    |                  |                                  |        |

## Sistema de competición

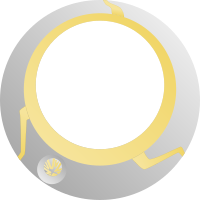
Trofeo otorgado al equipo campeón de la A-League.

La A-League es organizada y regulada por las Ligas Profesionales de Australia (Australian Professional Leagues, APL), una asociación formada por los propios clubes participantes y adscrita a la Federación de Fútbol de Australia. Desde su creación en diciembre de 2020, la APL gestiona bajo una marca común la liga masculina —A-League Men—, la liga de fútbol femenino —A-League Women— y la liga juvenil —A-League Youth—.
La competición consta de dos fases: liga regular y eliminación directa por el título. Participan doce equipos en régimen de franquicia —once australianos y uno neozelandés— y cada temporada comienza en octubre para terminar en mayo del año siguiente, coincidiendo con el verano austral. 
La A-League es la única liga de fútbol profesional de Australia, por lo cual no hay ascensos ni descensos. La admisión de nuevos clubes depende de la Federación de Australia: los aspirantes deben presentar una candidatura y cumplir las condiciones de viabilidad previstas por la organización. Por debajo de la A-League se encuentran los sistemas de ligas estatales de Nueva Gales del Sur, Victoria, Queensland, Australia Meridional, Australia Occidental y Territorio de la Capital Australiana.

#### Liga regular
En la liga regular, los doce equipos se enfrentan todos contra todos hasta sumar 26 jornadas. Cada equipo deberá haberse enfrentado al menos en dos ocasiones, una en campo propio y otra en campo contrario, y se reservan cuatro jornadas extra para encuentros de máxima rivalidad. Al término de la misma, el primer clasificado se convierte en campeón de la liga regular (Premiership). Si al finalizar el campeonato hay un empate a puntos, los mecanismos para desempatar son los siguientes:
1. El que tenga una mayor diferencia entre goles en el transcurso de la competición.
2. El que haya hecho más goles a favor, teniendo en cuenta todos los obtenidos y recibidos en el transcurso de la competición.
3. El club que tenga más puntos acumulados en los partidos entre implicados.
4. El club con mayor diferencia de goles en los partidos entre implicados.
5. El club que más goles ha anotado en los partidos entre implicados.
6. Menor número de tarjetas rojas.
7. Menor número de tarjetas amarillas.
8. Sorteo puro a cara o cruz.

#### Eliminatoria por el título

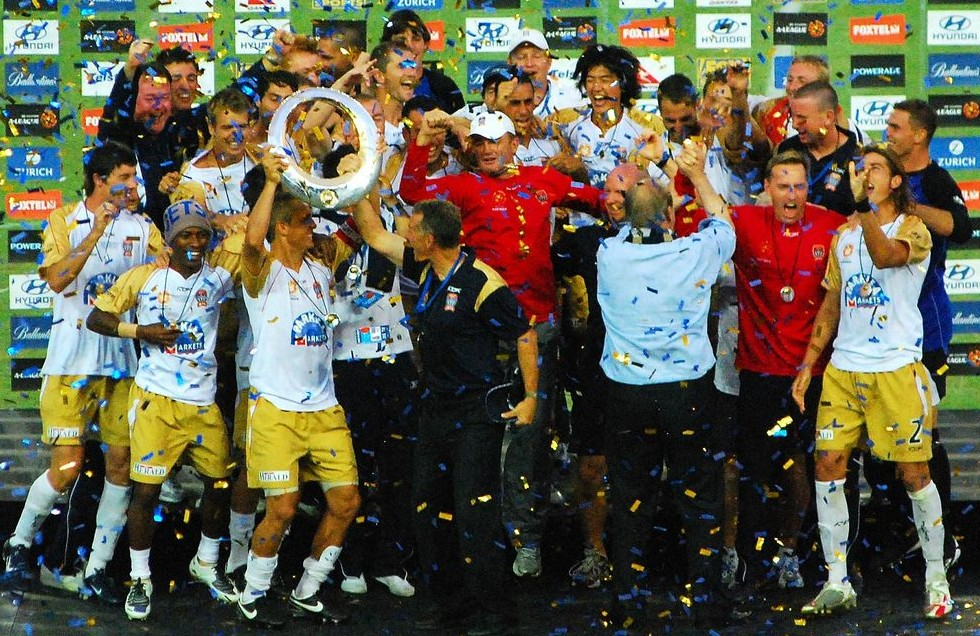
Central Coast Mariners celebra el campeonato de la temporada 2007-08.

La eliminación directa por el título está compuesta por los seis mejores equipos de la liga regular. El primer y segundo clasificado pasan directamente a semifinales, mientras que del tercero al sexto parten desde la fase preliminar.
La fase preliminar es una eliminatoria a partido único, enfrentándose el cuarto con el quinto, así como el tercero con el sexto; los dos vencedores pasarán a disputar una nueva eliminatoria a ida y vuelta frente al primer y segundo respectivamente. Los dos vencedores de las semifinales se clasifican para una final a partido único (Grand Final), de la que saldrá el campeón de la temporada de la A-League (Championship). La Federación se reserva el derecho a elegir la sede de la gran final.
Si bien el sistema de eliminación directa no es el más habitual para una liga de fútbol, se trata de una tradición deportiva en Australia y es uno de los pocos elementos que se ha mantenido de la desaparecida National Soccer League. También se utiliza en otras ligas de fútbol como la Major League Soccer y la Superliga de India.

#### Competiciones asiáticas
Desde la temporada 2023-24, el campeón de la liga regular tiene derecho a disputar la siguiente edición de la Liga de Campeones de la AFC. El segundo clasificado, así como el vencedor de la Copa de Australia, obtienen una plaza para la Copa AFC.
Los equipos australianos pueden disputar competiciones de clubes de la Confederación Asiática de Fútbol desde 2007. El Wellington Phoenix, al ser un club neozelandés, no puede participar como representante australiano ni competir en la Liga de Campeones de la OFC. Hasta la fecha, el único club australiano que ha ganado una competición asiática ha sido el Western Sydney Wanderers en la edición de 2014.

### Inscripción de futbolistas
Los clubes pueden alinear a los futbolistas que previamente hayan sido inscritos, disponiendo de un mínimo de 20 fichas federativas y un máximo de 26. Existen dos periodos abiertos para la inscripción: el primero, antes de iniciarse la competición, y el segundo a mitad de temporada. Fuera de ellos solo se autorizan inscripciones excepcionales por lesión de gravedad. 
En el día de partido, los equipos deben convocar once futbolistas titulares y siete suplentes, entre ellos un portero. Se pueden hacer hasta cinco sustituciones, distribuidas en tres ventanas de cambios más el descanso.
De todas las fichas disponibles, solo cinco pueden corresponder a futbolistas extranjeros con un visado temporal de trabajo. Un futbolista neozelandés en un club australiano ocuparía plaza de extranjero, del mismo modo que el Wellington Phoenix tiene restringida la contratación de australianos.
La Federación de Australia contempla las siguientes excepciones para que un jugador no ocupe plaza de extranjero:
- Futbolistas extranjeros con ciudadanía australiana —clubes de Australia— o neozelandesa—aplicable solo a Wellington Phoenix—.
- Ciudadanos australianos o neozelandeses que hayan decidido representar a otra selección.
- Inscripciones por lesión de gravedad, siempre que ocupen la plaza de otro extranjero.
- Futbolistas invitados; pueden jugar un máximo de catorce partidos.

También se establece que tres futbolistas de la plantilla deben tener menos de veinte años; se permite que los clubes dispongan de tres plazas extra para contratos juveniles con un salario inferior al del resto de la plantilla.

### Límite salarial
La A-League establece un límite salarial común a todos los clubes, acordado entre la organización y la asociación de futbolistas profesionales. El límite fijado en la temporada 2020-21 fue de 2,1 millones de dólares australianos por equipo;las franquicias suelen destinar el 90% de ese límite al salario base de los jugadores. Además, se establece un salario mínimo para los futbolistas profesionales —62 000 dólares al año— y para los que tienen contrato juvenil —45 000 dólares al año—.
Existen excepciones en las que no se aplica el límite salarial, dirigidas a mejorar el nivel de la competición:
- Futbolista franquicia (Marquee player) — dos plazas por equipo, ya sean australianos o extranjeros, sin límite.
- Futbolista juvenil (Junior marquee) — una plaza para futbolistas menores de 23 años, con límite fijado.
- Futbolista designado (Designated player) — dos plazas aplicables a los dos salarios más altos de la plantilla, con límite fijado.
- Futbolista juvenil (Homegrown player) — cuatro plazas para menores de 23 años que hayan pasado por la cantera del club.
- Futbolista becado (Scholarship player) — nueve plazas para menores de 20 años que no forman parte del primer equipo.

La Federación de Australia fija por reglamento las condiciones, las primas permitidas y las excepciones, entre ellas el coste de desplazamiento.

## Historial
| Temporada | Campeón                | Resultado        | Subcampeón               | Liga regular           | Notas                             |
| A-League  | A-League               | A-League         | A-League                 | A-League               | A-League                          |
| --------- | ---------------------- | ---------------- | ------------------------ | ---------------------- | --------------------------------- |
| 2005-06   | Sydney FC              | 1 - 0            | Central Coast Mariners   | Adelaide United        | Temporada inaugural con 8 equipos |
| 2006-07   | Melbourne Victory      | 6 - 0            | Adelaide United          | Melbourne Victory      |                                   |
| 2007-08   | Newcastle United Jets  | 1 - 0            | Central Coast Mariners   | Central Coast Mariners |                                   |
| 2008-09   | Melbourne Victory      | 1 - 0            | Adelaide United          | Melbourne Victory      |                                   |
| 2009-10   | Sydney FC              | 1 - 1 (4-2 pen.) | Melbourne Victory        | Sydney FC              | Ampliación a 10 equipos           |
| 2010-11   | Brisbane Roar          | 2 - 2 (4-2 pen.) | Central Coast Mariners   | Brisbane Roar          | Ampliación a 11 equipos           |
| 2011-12   | Brisbane Roar          | 2 - 1            | Perth Glory              | Central Coast Mariners | Reducción a 10 equipos            |
| 2012-13   | Central Coast Mariners | 2 - 0            | Western Sydney Wanderers | Western Sydney W.      |                                   |
| 2013-14   | Brisbane Roar          | 2 - 1            | Western Sydney Wanderers | Brisbane Roar          |                                   |
| 2014-15   | Melbourne Victory      | 3 - 0            | Sydney FC                | Melbourne Victory      |                                   |
| 2015-16   | Adelaide United        | 3 - 1            | Western Sydney Wanderers | Adelaide United        |                                   |
| 2016-17   | Sydney FC              | 1 - 1 (4-2 pen.) | Melbourne Victory        | Sydney FC              |                                   |
| 2017-18   | Melbourne Victory      | 1 - 0            | Newcastle United Jets    | Sydney FC              |                                   |
| 2018-19   | Sydney FC              | 0 - 0 (4-1 pen.) | Perth Glory              | Perth Glory            |                                   |
| 2019-20   | Sydney FC              | 1 - 0            | Melbourne City           | Sydney FC              | Ampliación a 11 equipos           |
| 2020-21   | Melbourne City         | 3 - 1            | Sydney FC                | Melbourne City         | Ampliación a 12 equipos           |
| 2021-22   | Western United         | 2 - 0            | Melbourne City           | Melbourne City         |                                   |
| 2022-23   | Central Coast Mariners | 6 - 1            | Melbourne City           | Melbourne City         |                                   |
| 2023-24   | Central Coast Mariners | 3 - 1            | Melbourne Victory        | Central Coast Mariners |                                   |
| 2024-25   | Melbourne City         | 1 - 0            | Melbourne Victory        | Auckland FC            | Ampliación a 13 equipos           |

## Palmarés

### Campeonato nacional
| Club                     | Títulos | Años campeón                 | Subcampeonatos | Años subcampeón        |
| ------------------------ | ------- | ---------------------------- | -------------- | ---------------------- |
| Sydney                   | 5       | 2006, 2010, 2017, 2019, 2020 | 2              | 2015, 2021             |
| Melbourne Victory        | 4       | 2007, 2009, 2015, 2018       | 4              | 2010, 2017, 2024, 2025 |
| Central Coast Mariners   | 3       | 2013, 2023, 2024             | 3              | 2006, 2008, 2011       |
| Brisbane Roar            | 3       | 2011, 2012, 2014             | -              | -                      |
| Melbourne City           | 2       | 2021, 2025                   | 3              | 2020, 2022, 2023       |
| Adelaide United          | 1       | 2016                         | 2              | 2007, 2009             |
| Newcastle Jets           | 1       | 2008                         | 1              | 2018                   |
| Western United FC        | 1       | 2022                         | -              | -                      |
| Western Sydney Wanderers | -       | -                            | 3              | 2013, 2014, 2016       |
| Perth Glory              | -       | -                            | 2              | 2012, 2019             |

### Temporada regular
| Club                     | Títulos | Años de los campeonatos            |
| ------------------------ | ------- | ---------------------------------- |
| Sydney FC                | 4       | 2009-10, 2016-17, 2017-18, 2019-20 |
| Melbourne Victory        | 3       | 2006-07, 2008-09, 2014-15          |
| Melbourne City           | 3       | 2020-21, 2021-22, 2022-23          |
| Central Coast Mariners   | 3       | 2007-08, 2011-12, 2023-24          |
| Brisbane Roar            | 2       | 2010-11, 2013-14                   |
| Adelaide United          | 2       | 2005-06, 2015-16                   |
| Western Sydney Wanderers | 1       | 2012-13                            |
| Perth Glory              | 1       | 2018-19                            |
| Auckland Football Club   | 1       | 2024-25                            |

## Estadísticas

### Clasificación histórica
La clasificación histórica está liderada por Sydney FC con 807 puntos. por debajo se encuentran Melbourne Victory (767), mientras que Adelaide United. ocupa el tercer lugar con 484 puntos. La tabla se basa en los puntos conseguidos por cada equipo en la A-League, y recoge tanto los partidos de la temporada regular como los de las eliminatorias directas.

Un total de siete clubes han disputado todas las temporadas: Adelaide United, Brisbane Roar, Central Coast Mariners, Melbourne Victory, Newcastle Jets, Perth Glory y Sydney F.C.
| Pos | Club                        | Temporadas | Puntos | PJ  | PG  | PE  | PP  | Clas. playoff | Temp. regular | A-League | Subcampeonato |
| --- | --------------------------- | ---------- | ------ | --- | --- | --- | --- | ------------- | ------------- | -------- | ------------- |
| 1   | Sydney FC                   | 19         | 807    | 500 | 229 | 120 | 151 | 183           | 4             | 5        | 2             |
| 2   | Melbourne Victory           | 19         | 767    | 500 | 215 | 122 | 163 | 123           | 3             | 4        | 3             |
| 3   | Adelaide United             | 19         | 725    | 500 | 202 | 119 | 179 | 30            | -             | 1        | 2             |
| 4   | Brisbane Roar               | 19         | 706    | 494 | 195 | 121 | 178 | 36            | 2             | 3        | -             |
| 5   | Central Coast Mariners      | 19         | 661    | 498 | 182 | 115 | 201 | -37           | 3             | 3        | 3             |
| 6   | Perth Glory                 | 19         | 619    | 483 | 168 | 115 | 200 | -55           | 1             | -        | 2             |
| 7   | Melbourne City FC           | 14         | 592    | 397 | 166 | 94  | 137 | 104           | 3             | 1        | 3             |
| 8   | Wellington Phoenix FC       | 17         | 579    | 441 | 160 | 99  | 182 | -73           | -             | -        | -             |
| 9   | Newcastle Jets FC           | 19         | 568    | 483 | 151 | 115 | 217 | -141          | -             | 1        | 1             |
| 10  | Western Sydney Wanderers FC | 12         | 441    | 328 | 118 | 87  | 123 | 0             | 1             | -        | 3             |
| 11  | Western United FC           | 7          | 182    | 137 | 53  | 23  | 61  | -28           | 1             | -        | -             |
| 12  | Macarthur FC                | 7          | 142    | 108 | 39  | 25  | 44  | -36           | -             | -        | -             |
| 13  | Gold Coast United FC        | 3          | 118    | 88  | 31  | 25  | 32  | 1             | -             | -        |               |
| 14  | Northern Fury FC            | 2          | 51     | 57  | 12  | 15  | 30  | -49           | -             | -        | -             |
| 15  | New Zealand Knights FC      | 2          | 25     | 42  | 6   | 7   | 29  | -58           | -             | -        | -             |

### Tabla histórica de goleadores
El máximo goleador de la A-League es el australiano Jamie Maclaren con 144 goles; ha sido también el mejor artillero de la competición durante cuatro temporadas consecutivas, desde 2019 hasta 2023. Por detrás se encuentra el albanokosovar Besart Berisha con 142 goles, seguido por el delantero Bruno Fornaroli, uruguayo naturalizado australiano, con 94 goles. El neozelandés Shane Smeltz ostenta el cuarto lugar con 92 tantos.
Al final de la fase eliminatoria, la A-League concede el trofeo de la Bota de Oro al máximo anotador, además de otros premios anuales a título individual.
Nota: Contabilizados los partidos y goles según actas oficiales. En negrita jugadores activos y club actual.
| \| Pos. \| Jugador \| G. \| Part. \| Prom. \| Debut \| (Equipo debut) \| Otros clubes \| \| ---- \| ----------------- \| --- \| ----- \| ----- \| ------- \| --------------------------- \| ------------------------------------------------------- \| \| 1 \| Jamie Maclaren \| 144 \| 207 \| 0.70 \| 2013-14 \| Perth Glory (11) \| Brisbane Roar (40), Melbourne City (93) \| \| 2 \| Besart Berisha \| 142 \| 236 \| 0.6 \| 2011-12 \| Brisbane Roar (48) \| Melbourne Victory (68), Western United (26) \| \| 3 \| Bruno Fornaroli \| 94 \| 164 \| 0.57 \| 2015-16 \| Melbourne City (48) \| Perth Glory (34), Melbourne Victory (12) \| \| 4 \| Shane Smeltz \| 92 \| 190 \| 0.40 \| 2007-08 \| Wellington Phoenix (24) \| Gold Coast United (28), Perth Glory (28), Sydney (12) \| \| 5 \| Archie Thompson \| 90 \| 224 \| 0.4 \| 2005-06 \| Melbourne Victory (90) \| \| \| 6 \| Kosta Barbarouses \| 80 \| 298 \| 0.27 \| 2007-08 \| Wellington Phoenix (9) \| Brisbane Roar (12), Melbourne Victory (41), Sydney (18) \| \| 7 \| Alex Brosque \| 75 \| 243 \| 0.31 \| 2005-06 \| Brisbane Roar (8) \| Sydney (67) \| \| 8 \| Matt Simon \| 66 \| 288 \| 0.23 \| 2006-07 \| Central Coast Mariners (61) \| Sydney (5) \| \| 9 \| Mark Bridge \| 63 \| 251 \| 0.25 \| 2005-06 \| Newcastle Jets (13) \| Sydney (17), Western Sydney Wanderers (33) \| \| 10 \| Adam le Fondre \| 62 \| 106 \| 0.58 \| 2018-19 \| Sydney FC (62) \| \| Estadísticas actualizadas hasta el inicio de la temporada 2023-24. |                   |     |       |       |         |                             |                                                         |
| Pos. | Jugador           | G.  | Part. | Prom. | Debut   | (Equipo debut)              | Otros clubes                                            |
| 1 | Jamie Maclaren    | 144 | 207   | 0.70  | 2013-14 | Perth Glory (11)            | Brisbane Roar (40), Melbourne City (93)                 |
| 2 | Besart Berisha    | 142 | 236   | 0.6   | 2011-12 | Brisbane Roar (48)          | Melbourne Victory (68), Western United (26)             |
| 3 | Bruno Fornaroli   | 94  | 164   | 0.57  | 2015-16 | Melbourne City (48)         | Perth Glory (34), Melbourne Victory (12)                |
| 4 | Shane Smeltz      | 92  | 190   | 0.40  | 2007-08 | Wellington Phoenix (24)     | Gold Coast United (28), Perth Glory (28), Sydney (12)   |
| 5 | Archie Thompson   | 90  | 224   | 0.4   | 2005-06 | Melbourne Victory (90)      |                                                         |
| 6 | Kosta Barbarouses | 80  | 298   | 0.27  | 2007-08 | Wellington Phoenix (9)      | Brisbane Roar (12), Melbourne Victory (41), Sydney (18) |
| 7 | Alex Brosque      | 75  | 243   | 0.31  | 2005-06 | Brisbane Roar (8)           | Sydney (67)                                             |
| 8 | Matt Simon        | 66  | 288   | 0.23  | 2006-07 | Central Coast Mariners (61) | Sydney (5)                                              |
| 9 | Mark Bridge       | 63  | 251   | 0.25  | 2005-06 | Newcastle Jets (13)         | Sydney (17), Western Sydney Wanderers (33)              |
| 10 | Adam le Fondre    | 62  | 106   | 0.58  | 2018-19 | Sydney FC (62)              |                                                         |

### Goleadores por temporada
* Se consideran solo goles convertidos en la temporada regular, se excluyen goles en playoffs o fase final.
| Temporada | Jugador                                                       | Club                                                                             | Goles |
| --------- | ------------------------------------------------------------- | -------------------------------------------------------------------------------- | ----- |
| 2005-06   | Alex Brosque Bobby Despotovski Stewart Petrie Archie Thompson | Queensland Roar FC Perth Glory FC Central Coast Mariners FC Melbourne Victory FC | 8     |
| 2006-07   | Danny Allsopp                                                 | Melbourne Victory FC                                                             | 11    |
| 2007-08   | Joel Griffiths                                                | Newcastle United FC                                                              | 12    |
| 2008-09   | Shane Smeltz                                                  | Wellington Phoenix FC                                                            | 12    |
| 2009-10   | Shane Smeltz                                                  | Gold Coast United FC                                                             | 19    |
| 2010-11   | Sergio van Dijk                                               | Adelaide United FC                                                               | 16    |
| 2011-12   | Besart Berisha                                                | Brisbane Roar FC                                                                 | 19    |
| 2012-13   | Daniel McBreen                                                | Central Coast Mariners FC                                                        | 17    |
| 2013-14   | Adam Taggart                                                  | Newcastle United Jets FC                                                         | 16    |
| 2014-15   | Marc Janko                                                    | Sydney FC                                                                        | 16    |
| 2015-16   | Bruno Fornaroli                                               | Melbourne City FC                                                                | 23    |
| 2016-17   | Besart Berisha                                                | Melbourne Victory FC                                                             | 19    |
| 2017-18   | Bobô                                                          | Sydney FC                                                                        | 27    |
| 2018-19   | Roy Krishna                                                   | Wellington Phoenix FC                                                            | 18    |
| 2019-20   | Jamie Maclaren                                                | Melbourne City FC                                                                | 23    |
| 2020-21   | Jamie Maclaren                                                | Melbourne City FC                                                                | 25    |
| 2021-22   | Jamie Maclaren                                                | Melbourne City FC                                                                | 16    |
| 2022-23   | Jamie Maclaren                                                | Melbourne City FC                                                                | 24    |
| 2023-24   | Adam Taggart                                                  | Perth Glory FC                                                                   | 20    |
| 2024-25   | Noah Botic                                                    | Western United FC                                                                | 16    |

### Jugadores con más partidos disputados
El centrocampista Leigh Broxham es el jugador con más partidos en la historia de la A-League: un total de 381 encuentros, todos ellos en las filas del Melbourne Victory. En segundo lugar se encuentra el defensa Nikolai Topor-Stanley con 380 encuentros repartidos en cinco clubes. Por detrás está el también defensa Alex Wilkinson, con 361 partidos, y el central neozelandés Andrew Durante, con un total de 358 encuentros hasta su retirada en 2021.
La gran mayoría de los futbolistas de la liga son australianos o neozelandeses. Los extranjeros que más minutos han acumulado son el albanokosovar Besart Berisha (236), el español Isaías Sánchez (210) y el marfileño Adama Traoré (209). Si tenemos en cuenta a los nacionales que han representado a otro país, la lista sería encabezada por un australiano internacional por Malta, John Hutchinson (228 partidos).
Nota: indicados en negrita futbolistas en activo en la categoría durante la campaña 2017-18 además de su actual equipo.
| \| Pos. \| Jugador \| Part. \| Temp. \| Equipo debut \| Otros clubes \| \| ---- \| --------------------- \| ----- \| ---------------- \| ------------------------------- \| ------------------------------------------------------------------------------------------------------------------------------------------------- \| \| 1 \| Leigh Broxham \| 381 \| 2006 - ? (17) \| Melbourne Victory FC (381) \| \| \| 2 \| Nikolai Topor-Stanley \| 380 \| 2006 - 2023 (16) \| Sydney FC (14) \| Perth Glory FC (37), Newcastle Jets FC (189) Western Sydney Wanderers FC (104), Western United (36) \| \| 3 \| Alex Wilkinson \| 365 \| 2005 - 2023 (15) \| Central Coast Mariners FC (172) \| Melbourne City (10), Sydney FC (183) \| \| 4 \| Andrew Durante \| 358 \| 2005 - 2021 (15) \| Newcastle Jets FC (40) \| Wellington Phoenix FC (273), Western United (45) \| \| 5 \| Liam Reddy \| 350 \| 2005 - 2023 (17) \| Newcastle Jets FC (23) \| Brisbane Roar (66), Wellington Phoenix FC (12), Sydney FC (37) Central Coast Mariners (52), Western Sydney Wanderers FC (6), Perth Glory FC (154) \| \| 6 \| Scott Jamieson \| 322 \| 2008 - 2023 (14) \| Adelaide United (49) \| Sydney FC (48), Perth Glory FC (56), Western Sydney Wanderers FC (29), Melbourne City (140) \| \| 7 \| Danny Vukovic \| 309 \| 2005 - ? (14) \| Central Coast Mariners FC (135) \| Wellington Phoenix FC (17), Perth Glory FC (106), Melbourne Victory FC (23), Sydney FC (28) \| \| 8 \| Kosta Barbarouses \| 298 \| 2007 - ? (15) \| Wellington Phoenix (72) \| Brisbane Roar (33), Melbourne Victory (127), Sydney FC (66) \| \| 9 \| Jason Hoffman \| 293 \| 2005 - 2019 (15) \| Newcastle Jets FC (213) \| Melbourne City (80) \| \| 10 \| Scott Neville \| 290 \| 2007 - ? (11) \| Perth Glory (104) \| Brisbane Roar (91), Western Sydney Wanderers (51), Newcastle Jets FC (44) \| Estadísticas actualizadas hasta el inicio de la temporada 2023-24. |                       |       |                  |                                 | |
| Pos. | Jugador               | Part. | Temp.            | Equipo debut                    | Otros clubes |
| 1 | Leigh Broxham         | 381   | 2006 - ? (17)    | Melbourne Victory FC (381)      | |
| 2 | Nikolai Topor-Stanley | 380   | 2006 - 2023 (16) | Sydney FC (14)                  | Perth Glory FC (37), Newcastle Jets FC (189) Western Sydney Wanderers FC (104), Western United (36)                                               |
| 3 | Alex Wilkinson        | 365   | 2005 - 2023 (15) | Central Coast Mariners FC (172) | Melbourne City (10), Sydney FC (183) |
| 4 | Andrew Durante        | 358   | 2005 - 2021 (15) | Newcastle Jets FC (40)          | Wellington Phoenix FC (273), Western United (45)                                                                                                  |
| 5 | Liam Reddy            | 350   | 2005 - 2023 (17) | Newcastle Jets FC (23)          | Brisbane Roar (66), Wellington Phoenix FC (12), Sydney FC (37) Central Coast Mariners (52), Western Sydney Wanderers FC (6), Perth Glory FC (154) |
| 6 | Scott Jamieson        | 322   | 2008 - 2023 (14) | Adelaide United (49)            | Sydney FC (48), Perth Glory FC (56), Western Sydney Wanderers FC (29), Melbourne City (140)                                                       |
| 7 | Danny Vukovic         | 309   | 2005 - ? (14)    | Central Coast Mariners FC (135) | Wellington Phoenix FC (17), Perth Glory FC (106), Melbourne Victory FC (23), Sydney FC (28)                                                       |
| 8 | Kosta Barbarouses     | 298   | 2007 - ? (15)    | Wellington Phoenix (72)         | Brisbane Roar (33), Melbourne Victory (127), Sydney FC (66)                                                                                       |
| 9 | Jason Hoffman         | 293   | 2005 - 2019 (15) | Newcastle Jets FC (213)         | Melbourne City (80) |
| 10 | Scott Neville         | 290   | 2007 - ? (11)    | Perth Glory (104)               | Brisbane Roar (91), Western Sydney Wanderers (51), Newcastle Jets FC (44)                                                                         |

### Entrenadores campeones
| Temporada | Técnico           | Club                      |
| --------- | ----------------- | ------------------------- |
| 2005-06   | Pierre Littbarski | Sydney FC                 |
| 2006-07   | Ernie Merrick     | Melbourne Victory FC      |
| 2007-08   | Gary van Egmond   | Newcastle United FC       |
| 2008-09   | Ernie Merrick     | Melbourne Victory FC      |
| 2009-10   | Vítezslav Lavicka | Sydney FC                 |
| 2010-11   | Ange Postecoglou  | Brisbane Roar FC          |
| 2011-12   | Ange Postecoglou  | Brisbane Roar FC          |
| 2012-13   | Graham Arnold     | Central Coast Mariners FC |
| 2013-14   | Mike Mulvey       | Brisbane Roar FC          |
| 2014-15   | Kevin Muscat      | Melbourne Victory FC      |
| 2015-16   | Guillermo Amor    | Adelaide United FC        |
| 2016-17   | Graham Arnold     | Sydney FC                 |
| 2017-18   | Kevin Muscat      | Melbourne Victory FC      |
| 2018-19   | Steve Corica      | Sydney FC                 |
| 2019-20   | Steve Corica      | Sydney FC                 |
| 2020-21   | Patrick Kisnorbo  | Melbourne City FC         |
| 2021-22   | John Aloisi       | Western United FC         |
| 2022-23   | Nick Montgomery   | Central Coast Mariners FC |
| 2023-24   | Mark Jackson      | Central Coast Mariners FC |
| 2024-25   | Aurelio Vidmar    | Melbourne City FC         |

## Premios individuales
La A-League cuenta con una serie de premios otorgados a los mejores futbolistas de la temporada. Hay dos galardones que se instauraron en la temporada 1989-90 de la National Soccer League y se han mantenido tras la creación de la liga profesional:
- Medalla Johnny Warren — Premio otorgado al mejor jugador de la liga australiana de fútbol. Debe su nombre al exfutbolista internacional Johnny Warren, uno de los mayores impulsores del fútbol en Australia. Desde la temporada 2015-16, el premio es elegido por un panel formado por expertos, periodistas, exjugadores y árbitros.
- Medalla Joe Marston — Premio otorgado al mejor jugador de la final de la A-League. Debe su nombre a Joe Marston, internacional en la década de 1950 y uno de los primeros futbolistas australianos que hizo carrera en el fútbol inglés.

Además, la A-League otorga cuatro trofeos: la Bota de Oro al máximo goleador y premios al mejor entrenador, al mejor jugador sub-23 y al mejor guardameta del año. La Asociación de Futbolistas Profesionales se encarga de confeccionar el «equipo de la temporada».

### Temporada 2022-23
| Premio                | Actual premiado     | Equipo                   |
| --------------------- | ------------------- | ------------------------ |
| Medalla Johnny Warren | Craig Goodwin       | Adelaide United          |
| Medalla Joe Marston   | Jason Cummings      | Central Coast Mariners   |
| Bota de Oro           | Jamie Maclaren (25) | Melbourne City           |
| Mejor jugador sub-23  | Jordan Bos          | Melbourne City           |
| Mejor guardameta      | Lawrence Thomas     | Western Sydney Wanderers |
| Mejor entrenador      | Carl Veart          | Adelaide United          |